# Dilšod Nazarov
Dilšod Chamoliddinovich Nazarov, in tagiko Дилшод Ҷамолиддинович Назаров (Dušanbe, 6 maggio 1982), è un martellista tagiko.
È stato il portabandiera della squadra del Tagikistan durante la cerimonia di apertura dei Giochi della XXXI Olimpiade svoltasi nell'agosto 2016 a Rio de Janeiro (Brasile).
Nel settembre del 2019, a pochi giorni dall'inizio dei campionati mondiali, è stato sospeso a causa di tracce di Turinabol che gli sono state trovate in un campione prelevato ai campionati del mondo del 2011 nel corso di un re-test. Gli sono stati revocati tutti i risultati del periodo decorrente dal 2011 al 2013 ed ha pertanto dovuto restituire la medaglia d'oro vinta ai campionati asiatici del 2013.  

## Palmarès
| Anno | Manifestazione      | Sede           | Evento              | Risultato | Prestazione | Note                                     |
| ---- | ------------------- | -------------- | ------------------- | --------- | ----------- | ---------------------------------------- |
| 2006 | Giochi asiatici     | Doha           | Lancio del martello | Oro       | 74,43 m     |                                          |
| 2007 | Mondiali            | Osaka          | Lancio del martello | 21º (q)   | 71,70 m     |                                          |
| 2008 | Olimpiadi           | Pechino        | Lancio del martello | 11º       | 76,54 m     |                                          |
| 2009 | Mondiali            | Berlino        | Lancio del martello | 11º       | 71,69 m     |                                          |
| 2009 | Campionati asiatici | Guangzhou      | Lancio del martello | Oro       | 76,92 m     |                                          |
| 2010 | Giochi asiatici     | Guangzhou      | Lancio del martello | Oro       | 76,44 m     |                                          |
| 2011 | Mondiali            | Taegu          | Lancio del martello | 10º       | 76,58 m     | dq Doping.                               |
| 2012 | Olimpiadi           | Londra         | Lancio del martello | 9º        | 73,80 m     | dq Doping.                               |
| 2013 | Campionati asiatici | Pune           | Lancio del martello | Oro       | 78,32 m     | dq Doping.                               |
| 2013 | Mondiali            | Mosca          | Lancio del martello | 5º        | 78,31 m     | dq Doping.                               |
| 2014 | Giochi asiatici     | Incheon        | Lancio del martello | Oro       | 76,82 m     |                                          |
| 2015 | Campionati asiatici | Wuhan          | Lancio del martello | Oro       | 77,68 m     |                                          |
| 2015 | Mondiali            | Pechino        | Lancio del martello | Argento   | 78,55 m     |                                          |
| 2016 | Olimpiadi           | Rio de Janeiro | Lancio del martello | Oro       | 78,68 m     |                                          |
| 2017 | Campionati asiatici | Bhubaneswar    | Lancio del martello | Oro       | 76,69 m     |                                          |
| 2017 | Mondiali            | Londra         | Lancio del martello | 7º        | 77,92 m     |                                          |
| 2018 | Giochi asiatici     | Giacarta       | Lancio del martello | Argento   | 74,16 m     |                                          |
| 2019 | Campionati asiatici | Doha           | Lancio del martello | Oro       | 76,14 m     | Miglior prestazione personale stagionale |

## Altre competizioni internazionali
2018
- Oro in Coppa continentale ( Ostrava), lancio del martello - 77,34 m